# Mohawk Industries
Mohawk Industries (NYSE: MHK) er en amerikansk gulvproducent, der er baseret i Calhoun, Georgia. Mohawk producerer en række af gulvprodukter varierende fra bløde gulve til hårde gulve i materialer som keramik, sten, laminat, vinyl, træ og tekstil. De har over 43.000 ansatte i 9 lande.